# 加羅特 (波爾托韋洛區)
加羅特（西班牙語：Garrote），是巴拿馬的城鎮，位於該國中部，由科隆省的波爾托韋洛區負責管轄，面積23.7平方公里，海拔高度89米，2010年人口869，人口密度每平方公里36.7人。